# Ishak
Ishak (Izak; arapski إسحٰق‎) prorok je islama spomenut u Kuranu, sin Ibrahima i Sare te polubrat Ismaila, kojeg je otac htio žrtvovati. Muslimani ga smatraju praocem Izraelaca.
U Kuranu je Ishak imenom spomenut 15 puta.
Kad su anđeli došli Ibrahimu reći da je kazna spremna za građane Sodome i Gomore, njegova se supruga Sara smijala smatrajući da je nemoguće da ona, starica, rodi. Ishak je bio „dar“ Ibrahimu i Sari.
Ishakova je žena bila Rebeka, koja mu je rodila blizance Jakuba i Ezava.
Za muslimane – pogotovo one koji su Arapi – Ishak je daleko manje važan od svog polubrata, kojeg se smatra praocem Arapa i proroka Muhameda, što je razlog zašto se malo toga iz Kurana o Ishaku doznaje.
Ishakov je grob u Hebronu; tamo je pokopana i njegova žena.